# PIN

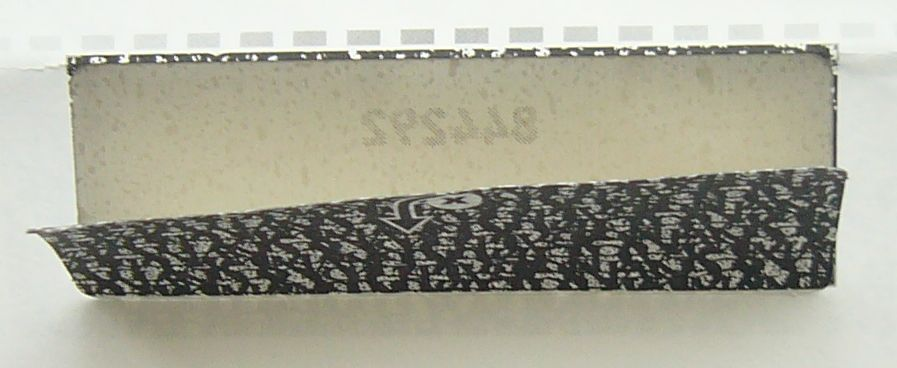
Comunicació d'el PIN a un usuari amb un paper entintat que el tapa

El PIN o número d'identificació personal (de les sigles en anglès, Personal Identification Number) és un codi utilitzat en certs sistemes, com el telèfon mòbil o el caixer automàtic, per identificar-se i obtenir accés al sistema. El PIN és un tipus de contrasenya.
Només la persona beneficiària del servei coneix el PIN que li dona accés al mateix; aquesta és la seva finalitat. El PIN ha de ser prou segur per a evitar la intrusió no autoritzada al servei que protegeix.
Fa alguns anys, les tradicionals targetes de crèdit que requeria demanaven provar la conformitat per al pagament d'un servei, van ser reemplaçades per una targeta proveïda d'un xip amb accés protegit mitjançant un PIN que l'usuari ha de teclejar per tal de poder carregar l'import del servei al saldo de la targeta.
Normalment, el PIN és un codi de quatre dígits, en el rang de 0000 al 9999, (pel que hi ha 10000 codis diferents entre els que l'usuari pot triar). En la categoria d'equips cel·lulars EDGE, el PIN és de 8 dígits, amb el que es multiplica per 10.000 el nombre de combinacions possibles que haurà d'intentar un atacant fins que pugui encertar el PIN correcte. Els PINs telefònics habitualment tenen 12 dígits.
El 2002 dos estudiants de la Cambridge University, Piotr Zielinski i Mike Bond, van descobrir una falla de seguretat en el sistema de generació de PINs de l'IBM 3624. Sabent com atacar la taula de decimals en l'ordinador d'un banc, es podia descobrir el codi PIN dels caixers automàtics en només quinze intents.

## Nota lingüística
En anglès la paraula password es tradueix per contrasenya però literalment vol dir ‘paraula de pas’. Un número no pot ser considerat com una paraula i, per tant, en anglès es va inventar la sigla Personal Identification Number, així com de vegades també s'usa la paraula passnumber. En català es poden emprar els termes contrasenya o clau d'accés. Quan el nombre no és inventat per l'usuari es pot emprar el terme: codi secret.